# Serie A1 2005-2006 (pallavolo femminile)
La Serie A1 italiana di pallavolo femminile 2005-2006 si è svolta dall'8 ottobre 2005 al 10 maggio 2006: al torneo hanno partecipato dodici squadre di club italiane e la vittoria finale è andata per la settima volta al Volley Bergamo.

## Regolamento

### Formula
Le squadre hanno disputato un girone all'italiana, con gare di andata e ritorno, per un totale di ventidue giornate; al termine della regular season:
- Le prime otto classificate hanno acceduto ai play-off scudetto, strutturati in quarti di finale, giocati al meglio di due vittorie su tre gare, semifinali e finale, entrambe giocate al meglio di tre vittorie su cinque gare.
- Le ultime due classificate sono retrocesse in Serie A2.

### Criteri di classifica
Se il risultato finale è stato di 3-0 o 3-1 sono stati assegnati 3 punti alla squadra vincente e 0 a quella sconfitta, se il risultato finale è stato di 3-2 sono stati assegnati 2 punti alla squadra vincente e 1 a quella sconfitta.
L'ordine del posizionamento in classifica è stato definito in base a:
- Punti;
- Numero di partite vinte;
- Ratio dei set vinti/persi;
- Ratio dei punti realizzati/subiti.

## Squadre partecipanti
Al campionato di Serie A1 2005-06 hanno partecipato dodici squadre: quelle neopromosse dalla Serie A2 sono state il Volley Club Padova, vincitrice del campionato, e lo Start Volley Arzano, vincitrice dei play-off promozione.
| Club               | Città              | Palazzetto                         | Stagione precedente                                |
| ------------------ | ------------------ | ---------------------------------- | -------------------------------------------------- |
| Arzano             | Arzano             | PalaCasoria Casoria                | 2ª in Serie A2; Vincitrice play-off promozione     |
| Bergamo            | Bergamo            | PalaNorda Bergamo                  | 1ª in Serie A1; Finale play-off scudetto           |
| Chieri             | Chieri             | PalaMaddalene Chieri               | 5ª in Serie A1; Semifinali play-off scudetto       |
| Forlì              | Forlì              | PalaGalassi Forlì                  | 7ª in Serie A1; Quarti di finale play-off scudetto |
| Giannino Pieralisi | Jesi               | PalaTriccoli Jesi                  | 6ª in Serie A1; Semifinali play-off scudetto       |
| Asystel            | Novara             | PalaDalLago Novara                 | 3ª in Serie A1; Quarti di finale play-off scudetto |
| Club Padova        | Padova             | PalaArcella Padova                 | 1ª in Serie A2                                     |
| Sirio Perugia      | Perugia            | PalaEvangelisti Perugia            | 2ª in Serie A1; Campione d'Italia                  |
| Robursport Pesaro  | Pesaro             | PalaDionigi Sant'Angelo in Lizzola | 4ª in Serie A1; Quarti di finale play-off scudetto |
| Santeramo          | Santeramo in Colle | PalaCooper Santeramo in Colle      | 9ª in Serie A1                                     |
| Airone             | Tortolì            | PalaITC Tortolì                    | 10ª in Serie A1                                    |
| Vicenza            | Vicenza            | Palasport Città di Vicenza Vicenza | 8ª in Serie A1; Quarti di finale play-off scudetto |

## Torneo

### Regular season

#### Risultati
| Prima giornata |                 |     |                                  |
|                |                 |     |                                  |
| 09-10          | Bergamo-Padova  | 3-0 | 25-17, 25-20, 25-18              |
| 08-10          | Perugia-Tortolì | 3-0 | 25-12, 25-15, 25-12              |
| 09-10          | Novara-Arzano   | 3-0 | 25-15, 25-17, 25-16              |
| 09-10          | Vicenza-Chieri  | 3-2 | 25-20, 19-25, 25-22, 22-25, 15-8 |
| 08-10          | Forlì-Pesaro    | 0-3 | 22-25, 10-25, 17-25              |
| 08-10          | Jesi-Santeramo  | 3-0 | 25-21, 25-18, 25-21              |

| Seconda giornata |                   |     |                            |
|                  |                   |     |                            |
| 12-10            | Arzano-Bergamo    | 1-3 | 26-24, 19-25, 22-25, 23-25 |
| 12-10            | Santeramo-Perugia | 0-3 | 17-25, 17-25, 19-25        |
| 12-10            | Tortolì-Vicenza   | 1-3 | 25-27, 25-20, 16-25, 21-25 |
| 12-10            | Padova-Novara     | 0-3 | 23-25, 19-25, 15-25        |
| 12-10            | Chieri-Forlì      | 3-1 | 16-25, 25-19, 25-21, 26-24 |
| 13-10            | Pesaro-Jesi       | 1-3 | 17-25, 25-21, 18-25, 17-25 |

| Terza giornata |                  |     |                            |
|                |                  |     |                            |
| 16-10          | Perugia-Arzano   | 3-0 | 25-15, 25-22, 25-19        |
| 16-10          | Novara-Santeramo | 3-0 | 25-14, 25-22, 25-23        |
| 15-10          | Tortolì-Bergamo  | 1-3 | 15-25, 25-23, 19-25, 17-25 |
| 16-10          | Jesi-Chieri      | 3-0 | 25-19, 25-13, 25-20        |
| 16-10          | Vicenza-Pesaro   | 1-3 | 25-22, 30-32, 26-28, 26-28 |
| 16-10          | Forlì-Padova     | 1-3 | 25-18, 24-26, 23-25, 18-25 |

| Quarta giornata |                   |     |                                   |
|                 |                   |     |                                   |
| 30-10           | Pesaro-Perugia    | 1-3 | 17-25, 23-25, 25-17, 21-25        |
| 30-10           | Chieri-Novara     | 3-2 | 25-23, 18-25, 17-25, 25-16, 15-13 |
| 30-10           | Bergamo-Forlì     | 3-0 | 25-22, 25-17, 25-18               |
| 29-10           | Arzano-Jesi       | 1-3 | 25-23, 19-25, 15-25, 15-25        |
| 30-10           | Santeramo-Vicenza | 1-3 | 20-25, 14-25, 25-15, 15-25        |
| 30-10           | Padova-Tortolì    | 3-2 | 25-14, 19-25, 25-10, 15-25, 15-10 |

| Quinta giornata |                 |     |                                   |
|                 |                 |     |                                   |
| 06-11           | Novara-Bergamo  | 2-3 | 22-25, 23-25, 25-21, 32-30, 11-15 |
| 06-11           | Perugia-Jesi    | 2-3 | 16-25, 25-23, 23-25, 25-18, 13-15 |
| 05-11           | Tortolì-Chieri  | 1-3 | 25-21, 17-25, 24-26, 15-25        |
| 06-11           | Forlì-Santeramo | 3-0 | 33-31, 25-16, 25-22               |
| 06-11           | Vicenza-Padova  | 1-3 | 25-23, 12-25, 23-25, 23-25        |
| 06-11           | Pesaro-Arzano   | 3-0 | 27-25, 25-16, 25-16               |

| Sesta giornata |                   |     |                                   |
|                |                   |     |                                   |
| 27-11          | Bergamo-Santeramo | 3-1 | 25-13, 25-16, 21-25, 25-11        |
| 27-11          | Chieri-Perugia    | 2-3 | 25-20, 23-25, 25-13, 19-25, 8-15  |
| 27-11          | Jesi-Novara       | 0-3 | 20-25, 18-25, 18-25               |
| 27-11          | Forlì-Vicenza     | 2-3 | 23-25, 16-25, 25-23, 25-20, 13-15 |
| 26-11          | Padova-Pesaro     | 1-3 | 16-25, 25-21, 24-26, 25-27        |
| 27-11          | Arzano-Tortolì    | 3-0 | 25-19, 25-23, 25-16               |

| Settima giornata |                   |     |                                   |
|                  |                   |     |                                   |
| 04-12            | Perugia-Vicenza   | 2-3 | 20-25, 25-19, 19-25, 25-17, 13-15 |
| 04-12            | Pesaro-Chieri     | 3-2 | 23-25, 25-19, 18-25, 25-21, 15-10 |
| 04-12            | Padova-Arzano     | 3-0 | 25-17, 25-19, 33-31               |
| 04-12            | Novara-Forlì      | 3-1 | 25-20, 25-18, 17-25, 25-13        |
| 04-12            | Bergamo-Jesi      | 3-1 | 25-21, 23-25, 25-16, 25-20        |
| 03-12            | Santeramo-Tortolì | 3-2 | 22-25, 15-25, 25-21, 25-12, 15-11 |

| Ottava giornata |                  |     |                            |
|                 |                  |     |                            |
| 11-12           | Perugia-Bergamo  | 3-0 | 25-17, 25-23, 25-22        |
| 11-12           | Chieri-Santeramo | 3-1 | 21-25, 28-26, 25-21, 25-17 |
| 11-12           | Vicenza-Novara   | 1-3 | 25-15, 21-25, 18-25, 21-25 |
| 11-12           | Tortolì-Pesaro   | 0-3 | 13-25, 23-25, 9-25         |
| 11-12           | Forlì-Arzano     | 3-1 | 25-22, 25-21, 22-25, 25-12 |
| 10-12           | Jesi-Padova      | 3-1 | 25-23, 19-25, 25-18, 25-20 |

| Nona giornata |                  |     |                                   |
|               |                  |     |                                   |
| 18-12         | Bergamo-Chieri   | 3-0 | 25-21, 25-18, 25-23               |
| 18-12         | Padova-Perugia   | 2-3 | 16-25, 25-19, 25-20, 13-25, 12-15 |
| 18-12         | Jesi-Forlì       | 3-0 | 25-15, 29-27, 25-17               |
| 18-12         | Novara-Tortolì   | 3-0 | 25-15, 25-17, 25-22               |
| 18-12         | Santeramo-Pesaro | 1-3 | 18-25, 25-22, 23-25, 23-25        |
| 17-12         | Arzano-Vicenza   | 1-3 | 17-25, 25-22, 21-25, 16-25        |

| Decima giornata |                  |     |                            |
|                 |                  |     |                            |
| 08-01           | Pesaro-Bergamo   | 3-1 | 25-22, 25-23, 22-25, 25-19 |
| 07-01           | Perugia-Novara   | 1-3 | 23-25, 18-25, 25-22, 21-25 |
| 08-01           | Vicenza-Jesi     | 0-3 | 22-25, 21-25, 23-25        |
| 08-01           | Tortolì-Forlì    | 0-3 | 23-25, 23-25, 13-25        |
| 08-01           | Chieri-Padova    | 3-0 | 25-13, 25-14, 25-17        |
| 08-01           | Santeramo-Arzano | 3-1 | 25-19, 23-25, 25-21, 25-23 |

| Undicesima giornata |                  |     |                                   |
|                     |                  |     |                                   |
| 15-01               | Forlì-Perugia    | 2-3 | 18-25, 24-26, 25-22, 25-18, 20-22 |
| 15-01               | Novara-Pesaro    | 1-3 | 15-25, 20-25, 25-22, 22-25        |
| 14-01               | Bergamo-Vicenza  | 3-1 | 22-25, 25-17, 26-24, 25-20        |
| 15-01               | Jesi-Tortolì     | 3-1 | 22-25, 25-23, 25-12, 25-19        |
| 15-01               | Arzano-Chieri    | 0-3 | 19-25, 26-28, 21-25               |
| 15-01               | Padova-Santeramo | 1-3 | 19-25, 21-25, 25-21, 21-25        |

| Dodicesima giornata |                 |     |                                   |
|                     |                 |     |                                   |
| 21-01               | Padova-Bergamo  | 0-3 | 22-25, 20-25, 17-25               |
| 22-01               | Tortolì-Perugia | 2-3 | 21-25, 20-25, 33-31, 26-24, 10-15 |
| 22-01               | Arzano-Novara   | 0-3 | 18-25, 23-25, 18-25               |
| 22-01               | Chieri-Vicenza  | 3-1 | 25-20, 25-23, 18-25, 25-18        |
| 22-01               | Pesaro-Forlì    | 3-0 | 25-15, 25-14, 25-23               |
| 22-01               | Santeramo-Jesi  | 2-3 | 25-23, 25-20, 17-25, 25-27, 14-16 |

| Tredicesima giornata |                   |     |                                   |
|                      |                   |     |                                   |
| 25-01                | Bergamo-Arzano    | 3-0 | 25-18, 25-21, 25-20               |
| 25-01                | Perugia-Santeramo | 3-1 | 25-19, 25-19, 26-28, 25-22        |
| 25-01                | Vicenza-Tortolì   | 3-0 | 25-18, 25-17, 25-18               |
| 25-01                | Novara-Padova     | 3-0 | 25-23, 26-24, 25-15               |
| 25-01                | Forlì-Chieri      | 2-3 | 15-25, 25-22, 21-25, 25-23, 11-15 |
| 25-01                | Jesi-Pesaro       | 0-3 | 23-25, 23-25, 20-25               |

| Quattordicesima giornata |                  |     |                                   |
|                          |                  |     |                                   |
| 29-01                    | Arzano-Perugia   | 0-3 | 15-25, 20-25, 21-25               |
| 28-01                    | Santeramo-Novara | 1-3 | 21-25, 26-24, 22-25, 15-25        |
| 29-01                    | Bergamo-Tortolì  | 3-0 | 25-18, 29-27, 25-19               |
| 29-01                    | Chieri-Jesi      | 2-3 | 19-25, 22-25, 29-27, 25-22, 17-19 |
| 29-01                    | Pesaro-Vicenza   | 3-1 | 22-25, 25-22, 25-18, 25-20        |
| 29-01                    | Padova-Forlì     | 0-3 | 17-25, 22-25, 24-26               |

| Quindicesima giornata |                   |     |                            |
|                       |                   |     |                            |
| 04-02                 | Perugia-Pesaro    | 3-1 | 20-25, 25-23, 25-18, 25-16 |
| 04-02                 | Novara-Chieri     | 3-0 | 25-15, 25-20, 25-21        |
| 05-02                 | Forlì-Bergamo     | 1-3 | 19-25, 25-19, 22-25, 16-25 |
| 05-02                 | Jesi-Arzano       | 3-0 | 28-26, 25-15, 25-20        |
| 05-02                 | Vicenza-Santeramo | 3-0 | 25-17, 25-21, 25-18        |
| 05-02                 | Tortolì-Padova    | 0-3 | 24-26, 18-25, 12-25        |

| Sedicesima giornata |                 |     |                                   |
|                     |                 |     |                                   |
| 19-02               | Bergamo-Novara  | 3-2 | 26-24, 27-25, 23-25, 19-25, 15-13 |
| 19-02               | Jesi-Perugia    | 3-0 | 28-26, 25-23, 25-23               |
| 19-02               | Chieri-Tortolì  | 3-1 | 25-18, 25-13, 17-25, 25-14        |
| 19-02               | Santeramo-Forlì | 3-1 | 23-25, 25-23, 25-19, 25-23        |
| 19-02               | Padova-Vicenza  | 1-3 | 16-25, 20-25, 25-21, 22-25        |
| 18-02               | Arzano-Pesaro   | 0-3 | 17-25, 18-25, 17-25               |

| Diciassettesima giornata |                   |     |                                   |
|                          |                   |     |                                   |
| 26-02                    | Santeramo-Bergamo | 2-3 | 19-25, 25-17, 10-25, 27-25, 11-15 |
| 26-02                    | Perugia-Chieri    | 3-2 | 22-25, 36-34, 25-16, 25-27, 15-9  |
| 26-02                    | Novara-Jesi       | 3-1 | 25-22, 22-25, 25-21, 25-22        |
| 26-02                    | Vicenza-Forlì     | 3-1 | 25-23, 19-25, 25-23, 25-21        |
| 26-02                    | Pesaro-Padova     | 3-0 | 26-24, 25-20, 25-18               |
| 26-02                    | Tortolì-Arzano    | 0-3 | 17-25, 23-25, 11-25               |

| Diciottesima giornata |                   |     |                                   |
|                       |                   |     |                                   |
| 05-03                 | Vicenza-Perugia   | 0-3 | 21-25, 22-25, 22-25               |
| 28-02                 | Chieri-Pesaro     | 0-3 | 26-28, 22-25, 18-25               |
| 05-03                 | Arzano-Padova     | 3-2 | 23-25, 25-21, 27-25, 23-25, 15-13 |
| 04-03                 | Forlì-Novara      | 1-3 | 25-22, 23-25, 18-25, 19-25        |
| 05-03                 | Jesi-Bergamo      | 2-3 | 25-22, 21-25, 25-22, 22-25, 11-15 |
| 05-03                 | Tortolì-Santeramo | 0-3 | 18-25, 24-26, 9-25                |

| Diciannovesima giornata |                  |     |                                  |
|                         |                  |     |                                  |
| 12-03                   | Bergamo-Perugia  | 3-0 | 25-23, 25-16, 25-23              |
| 11-03                   | Santeramo-Chieri | 3-2 | 18-25, 25-21, 24-26, 25-21, 15-8 |
| 08-03                   | Novara-Vicenza   | 3-0 | 25-19, 25-16, 25-17              |
| 12-03                   | Pesaro-Tortolì   | 3-0 | 25-14, 33-31, 25-12              |
| 12-03                   | Arzano-Forlì     | 3-0 | 25-21, 25-19, 25-15              |
| 12-03                   | Padova-Jesi      | 3-1 | 25-17, 22-25, 25-23, 25-18       |

| Ventesima giornata |                  |     |                                   |
|                    |                  |     |                                   |
| 15-03              | Chieri-Bergamo   | 2-3 | 16-25, 14-25, 25-20, 25-21, 11-15 |
| 07-03              | Perugia-Padova   | 3-0 | 27-25, 25-17, 25-21               |
| 19-03              | Forlì-Jesi       | 1-3 | 19-25, 11-25, 25-21, 25-27        |
| 19-03              | Tortolì-Novara   | 0-3 | 19-25, 17-25, 19-25               |
| 19-03              | Pesaro-Santeramo | 3-2 | 25-20, 22-25, 23-25, 25-17, 15-6  |
| 19-03              | Vicenza-Arzano   | 3-0 | 25-15, 25-13, 25-23               |

| Ventunesima giornata |                  |     |                                   |
|                      |                  |     |                                   |
| 26-03                | Bergamo-Pesaro   | 1-3 | 23-25, 26-28, 25-22, 17-25        |
| 25-03                | Novara-Perugia   | 0-3 | 20-25, 20-25, 21-25               |
| 26-03                | Jesi-Vicenza     | 3-1 | 25-23, 25-23, 25-27, 25-21        |
| 26-03                | Forlì-Tortolì    | 3-0 | 27-25, 25-17, 25-17               |
| 26-03                | Padova-Chieri    | 3-2 | 25-22, 25-23, 21-25, 17-25, 15-13 |
| 26-03                | Arzano-Santeramo | 2-3 | 39-41, 25-17, 18-25, 25-21, 14-16 |

| Ventiduesima giornata |                  |     |                                   |
|                       |                  |     |                                   |
| 02-04                 | Perugia-Forlì    | 3-0 | 25-19, 25-19, 25-18               |
| 01-04                 | Pesaro-Novara    | 3-2 | 25-23, 22-25, 21-25, 25-20, 15-9  |
| 02-04                 | Vicenza-Bergamo  | 0-3 | 15-25, 25-27, 18-25               |
| 02-04                 | Tortolì-Jesi     | 0-3 | 25-27, 14-25, 22-25               |
| 02-04                 | Chieri-Arzano    | 3-0 | 25-18, 25-20, 30-28               |
| 02-04                 | Santeramo-Padova | 3-2 | 22-25, 25-19, 23-25, 28-26, 15-12 |

#### Classifica
| Pos. | Squadra            | Pt | G  | V  | P  | SV | SP | Ratio | PF    | PS    | Ratio |
| ---- | ------------------ | -- | -- | -- | -- | -- | -- | ----- | ----- | ----- | ----- |
| 1.   | Robursport Pesaro  | 54 | 22 | 19 | 3  | 60 | 22 | 2.727 | 1 955 | 1 717 | 1.138 |
| 2.   | Bergamo            | 52 | 22 | 19 | 3  | 59 | 25 | 2.360 | 1 979 | 1 741 | 1.136 |
| 3.   | Asystel            | 52 | 22 | 16 | 6  | 57 | 24 | 2.375 | 1 895 | 1 671 | 1.134 |
| 4.   | Sirio Perugia      | 48 | 22 | 17 | 5  | 56 | 28 | 2.000 | 1 948 | 1 748 | 1.114 |
| 5.   | Giannino Pieralisi | 46 | 22 | 16 | 6  | 53 | 30 | 1.766 | 1 936 | 1 792 | 1.080 |
| 6.   | Chieri             | 36 | 22 | 10 | 12 | 46 | 45 | 1.022 | 1 975 | 1 960 | 1.007 |
| 7.   | Vicenza            | 30 | 22 | 11 | 11 | 40 | 44 | 0.909 | 1 881 | 1 867 | 1.007 |
| 8.   | Santeramo          | 23 | 22 | 8  | 14 | 36 | 53 | 0.679 | 1 887 | 2 031 | 0.929 |
| 9.   | Club Padova        | 22 | 22 | 7  | 15 | 31 | 52 | 0.596 | 1 767 | 1 889 | 0.935 |
| 10.  | Forlì              | 18 | 22 | 5  | 17 | 29 | 52 | 0.557 | 1 731 | 1 874 | 0.923 |
| 11.  | Arzano             | 12 | 22 | 4  | 18 | 19 | 56 | 0.339 | 1 568 | 1 803 | 0.869 |
| 12.  | Airone             | 3  | 22 | 0  | 22 | 11 | 66 | 0.166 | 1 441 | 1 870 | 0.770 |

| Qualificata ai play-off scudetto | Retrocessa in Serie A2 |

### Play-off scudetto

#### Tabellone
|  | Quarti di finale | Quarti di finale  | Quarti di finale   | Quarti di finale | Quarti di finale |   |                    | Semifinali        | Semifinali | Semifinali | Semifinali | Semifinali | Semifinali | Semifinali |  |  | Finali | Finali             | Finali | Finali | Finali | Finali | Finali |
|  |                  |                   |                    |                  |                  |   |                    |                   |            |            |            |            |            |            |  |  |        |                    |        |        |        |        |        |
|  | 1                | Robursport Pesaro | 3                  | 2                | 3                |   |                    |                   |            |            |            |            |            |            |  |  |        |                    |        |        |        |        |        |
|  | 8                | Santeramo         | 0                  | 3                | 1                |   |                    |                   |            |            |            |            |            |            |  |  |        |                    |        |        |        |        |        |
|  | 8                | Santeramo         | 0                  | 3                | 1                |   | 1                  | Robursport Pesaro | 2          | 0          | 1          |            |            |            |  |  |        |                    |        |        |        |        |        |
|  |                  |                   |                    |                  |                  |   | 1                  | Robursport Pesaro | 2          | 0          | 1          |            |            |            |  |  |        |                    |        |        |        |        |        |
|  |                  | 5                 | Giannino Pieralisi | 3                | 3                | 3 |                    |                   |            |            |            |            |            |            |  |  |        |                    |        |        |        |        |        |
|  | 5                | 5                 | Giannino Pieralisi | 3                | 3                | 3 | Giannino Pieralisi | 0                 | 3          | 3          |            |            |            |            |  |  |        |                    |        |        |        |        |        |
|  | 5                |                   |                    |                  |                  |   | Giannino Pieralisi | 0                 | 3          | 3          |            |            |            |            |  |  |        |                    |        |        |        |        |        |
|  | 4                | Sirio Perugia     | 3                  | 0                | 1                |   |                    |                   |            |            |            |            |            |            |  |  |        |                    |        |        |        |        |        |
|  |                  |                   |                    |                  |                  |   |                    |                   |            |            |            |            |            |            |  |  | 5      | Giannino Pieralisi | 1      | 1      | 0      |        |        |
|  |                  |                   | 2                  | Bergamo          | 3                | 3 | 3                  |                   |            |            |            |            |            |            |  |  |        |                    |        |        |        |        |        |
|  | 3                | Asystel           | 3                  | 1                | 3                |   |                    |                   |            |            |            |            |            |            |  |  |        |                    |        |        |        |        |        |
|  | 6                | Chieri            | 1                  | 3                | 1                |   |                    |                   |            |            |            |            |            |            |  |  |        |                    |        |        |        |        |        |
|  | 6                | Chieri            | 1                  | 3                | 1                |   | 3                  | Asystel           | 0          | 0          | 0          |            |            |            |  |  |        |                    |        |        |        |        |        |
|  |                  |                   |                    |                  |                  |   | 3                  | Asystel           | 0          | 0          | 0          |            |            |            |  |  |        |                    |        |        |        |        |        |
|  |                  | 2                 | Bergamo            | 3                | 3                | 3 |                    |                   |            |            |            |            |            |            |  |  |        |                    |        |        |        |        |        |
|  | 7                | 2                 | Bergamo            | 3                | 3                | 3 | Vicenza            | 0                 | 1          |            |            |            |            |            |  |  |        |                    |        |        |        |        |        |
|  | 7                |                   |                    |                  |                  |   | Vicenza            | 0                 | 1          |            |            |            |            |            |  |  |        |                    |        |        |        |        |        |
|  | 2                | Bergamo           | 3                  | 3                |                  |   |                    |                   |            |            |            |            |            |            |  |  |        |                    |        |        |        |        |        |

#### Risultati
| Quarti di finale |                  |     |                            |
|                  |                  |     |                            |
| 05-04            | Pesaro-Santeramo | 3-0 | 25-18, 25-19, 25-22        |
| 05-04            | Perugia-Jesi     | 3-0 | 25-17, 25-15, 25-19        |
| 05-04            | Bergamo-Vicenza  | 3-0 | 25-20, 25-23, 25-18        |
| 05-04            | Novara-Chieri    | 3-1 | 22-25, 25-20, 25-18, 25-22 |

| 09-04 | Santeramo-Pesaro | 3-2 | 21-25, 25-22, 22-25, 25-22, 20-18 |
| 09-04 | Jesi-Perugia     | 3-0 | 25-16, 25-21, 25-17               |
| 09-04 | Vicenza-Bergamo  | 1-3 | 25-20, 21-25, 21-25, 22-25        |
| 09-04 | Chieri-Novara    | 3-1 | 23-25, 27-25, 25-22, 25-20        |

| 12-04 | Pesaro-Santeramo | 3-1 | 25-14, 23-25, 25-11, 25-23 |
| 12-04 | Perugia-Jesi     | 1-3 | 24-26, 20-25, 25-21, 25-27 |
| 12-04 | Novara-Chieri    | 3-1 | 22-25, 25-18, 25-18, 25-18 |

| Semifinali |                |     |                                  |
|            |                |     |                                  |
| 15-04      | Pesaro-Jesi    | 2-3 | 25-15, 25-21, 23-25, 19-25, 9-15 |
| 15-04      | Bergamo-Novara | 3-0 | 25-20, 25-12, 25-21              |

| 19-04 | Jesi-Pesaro    | 3-0 | 25-23, 25-19, 25-23 |
| 19-04 | Novara-Bergamo | 0-3 | 21-25, 21-25, 21-25 |

| 22-04 | Pesaro-Jesi    | 1-3 | 17-25, 25-20, 26-28, 18-25 |
| 22-04 | Bergamo-Novara | 3-0 | 25-20, 25-20, 25-23        |

| Finale |              |     |                            |
|        |              |     |                            |
| 03-05  | Bergamo-Jesi | 3-1 | 16-25, 25-21, 25-22, 25-15 |
| 07-05  | Jesi-Bergamo | 1-3 | 25-19, 16-25, 26-28, 21-25 |
| 10-05  | Bergamo-Jesi | 3-0 | 25-17, 25-19, 25-22        |

## Verdetti
- Bergamo Campione d'Italia 2005-06 e qualificata alla Champions League 2006-07.
- Robursport Pesaro e  Giannino Pieralisi qualificate alla Champions League 2006-07.
- Asystel qualificata alla Top Teams Cup 2006-07.
- Sirio Perugia qualificata alla Coppa CEV 2006-07.
- Arzano e  Airone retrocesse in Serie A2 2006-07.

## Statistiche
| Rendimento individuale | Rendimento individuale | Rendimento individuale | Rendimento individuale |
| Pos.                   | Nome                   | Punti                  | Squadra                |
| ---------------------- | ---------------------- | ---------------------- | ---------------------- |
| 1                      | Carmen Țurlea          | 484                    | Santeramo              |
| 2                      | Mirka Francia          | 428                    | Sirio Perugia          |
| 3                      | Elisa Togut            | 402                    | Giannino Pieralisi     |
| 4                      | Nadia Centoni          | 397                    | Club Padova            |
| 5                      | Kenny Moreno           | 388                    | Forlì                  |
| 6                      | Ljubov' Sokolova       | 382                    | Giannino Pieralisi     |
| 6                      | Elena Godina           | 382                    | Chieri                 |
| 8                      | Taismary Agüero        | 381                    | Asystel                |
| 9                      | Sheilla de Castro      | 350                    | Robursport Pesaro      |
| 10                     | Francesca Piccinini    | 319                    | Bergamo                |

| Attacchi vincenti | Attacchi vincenti   | Attacchi vincenti | Attacchi vincenti  |
| Pos.              | Nome                | Punti             | Squadra            |
| ----------------- | ------------------- | ----------------- | ------------------ |
| 1                 | Carmen Țurlea       | 441               | Santeramo          |
| 2                 | Mirka Francia       | 388               | Sirio Perugia      |
| 3                 | Elisa Togut         | 349               | Giannino Pieralisi |
| 4                 | Nadia Centoni       | 347               | Club Padova        |
| 5                 | Kenny Moreno        | 338               | Forlì              |
| 6                 | Taismary Agüero     | 333               | Asystel            |
| 7                 | Ljubov' Sokolova    | 323               | Giannino Pieralisi |
| 8                 | Elena Godina        | 315               | Chieri             |
| 9                 | Sheilla de Castro   | 294               | Robursport Pesaro  |
| 10                | Francesca Piccinini | 280               | Bergamo            |

| Muri vincenti | Muri vincenti        | Muri vincenti | Muri vincenti      |
| Pos.          | Nome                 | Punti         | Squadra            |
| ------------- | -------------------- | ------------- | ------------------ |
| 1             | Monica Marulli       | 96            | Santeramo          |
| 2             | Kateřina Bucková     | 71            | Santeramo          |
| 3             | Manuela Leggeri      | 64            | Club Padova        |
| 4             | Paola Paggi          | 61            | Bergamo            |
| 5             | Walewska de Oliveira | 55            | Sirio Perugia      |
| 6             | Elisha Thomas        | 52            | Arzano             |
| 6             | Kinga Maculewicz     | 52            | Robursport Pesaro  |
| 8             | Danielle Scott       | 50            | Chieri             |
| 9             | Martina Guiggi       | 49            | Robursport Pesaro  |
| 9             | Erin Aldrich         | 49            | Giannino Pieralisi |

| Battute vincenti | Battute vincenti  | Battute vincenti | Battute vincenti   |
| Pos.             | Nome              | Punti            | Squadra            |
| ---------------- | ----------------- | ---------------- | ------------------ |
| 1                | Elena Godina      | 35               | Chieri             |
| 2                | Ljubov' Sokolova  | 27               | Giannino Pieralisi |
| 3                | Taismary Agüero   | 25               | Asystel            |
| 4                | Elisa Cella       | 22               | Arzano             |
| 4                | Sheilla de Castro | 22               | Robursport Pesaro  |
| 6                | Lindsey Berg      | 20               | Robursport Pesaro  |
| 7                | Beatrice Zanotti  | 18               | Airone             |
| 7                | Cornelia Dumler   | 18               | Forlì              |
| 7                | Elisa Togut       | 18               | Giannino Pieralisi |
| 10               | Kenny Moreno      | 17               | Forlì              |

| Ricezioni perfette | Ricezioni perfette | Ricezioni perfette | Ricezioni perfette |
| Pos.               | Nome               | Punti              | Squadra            |
| ------------------ | ------------------ | ------------------ | ------------------ |
| 1                  | Isabella Zilio     | 324                | Giannino Pieralisi |
| 2                  | Maurizia Borri     | 321                | Chieri             |
| 3                  | Monica Tripiedi    | 309                | Santeramo          |
| 4                  | Elisa Cella        | 302                | Arzano             |
| 5                  | Monica De Gennaro  | 281                | Vicenza            |
| 5                  | Paola Capuano      | 281                | Santeramo          |
| 7                  | Valentina Borrelli | 267                | Vicenza            |
| 8                  | Pia Larsen         | 265                | Santeramo          |
| 9                  | Hanka Pachale      | 255                | Chieri             |
| 10                 | Cristina Vecchi    | 240                | Forlì              |

NB: I dati sono riferiti esclusivamente alla regular season.